# Александровка (Біжбуляцький район)
Алекса́ндровка (рос. Александровка, башк. Александровка) — присілок у складі Біжбуляцького району Башкортостану, Росія. Входить до складу Калінінської сільської ради.
Населення — 25 осіб (2010; 61 в 2002).
Національний склад:
- чуваші — 87 %